# Armoriale dei comuni del cantone LUX 08 - Mersch
Questa pagina contiene le armi (stemma e blasonatura) dei comuni del Cantone di Mersch, Lussemburgo.
| Stemma | Nome del comune e blasonatura |
| ------ | --- |
|        | Bissen Burellato d'argento e di nero di dieci pezzi |
|        | Boevange-sur-Attert Burellato d'argento e di rosso, le burelle della punta nascoste da un monte di verde movente dalla punta, caricato di tre bisanti d'oro male ordinati, e sormontato di un croce trifogliata dello stesso |
|        | Colmar-Berg D'argento, all'aquila di nero, accompagnata in capo, ai fianchi e in punta da cinque trifogli di verde posti 2, 2, 1; al capo d'azzuro caricato di una corona granducale d'oro                                   |
|        | Fischbach Di nero a due pesci addossati d'argento, accompagnati in capo da una corona granducale d'oro |
|        | Heffingen D'argento, alla fascia a spina di pesce con tre punte di nero, accompagnata in capo da un leone illeopardito di nero in capo e da una croce ancorata di rosso in punta                                             |
|        | Larochette Di rosso, alla torre merlata di cinque pezzi d'argento, aperta del campo, accompagnata da due scudetti d'oro, alla croce ancorata di rosso, uno nel lato destro e uno nel lato sinistro dello scudo               |
|        | Lintgen Troncato ondato d'oro, a due stelle a otto punte di rosso, ordinate in fascia, e d'azzurro, alla croce scorciata patente d'oro                                                                                       |
|        | Lorentzweiler Tagliato di rosso e d'oro, alla graticola dell'uno all'altro, posta in sbarra accompagnata in capo da una mano benedicente d'argento e in punta da un orso passante di nero sellato di rosso                   |
|        | Mersch Fasciato d'oro e d'azzurro, caricato d'una stella a cinque punte forata di nero nel cantone destro della prima fascia; alla bordura di rosso                                                                          |
|        | Nommern Burellato d'oro e d'azzurro di dieci pezzi, alla croce ancorata di rosso; al capo di rosso, caricato di tre merlotti d'argento ordinati in fascia                                                                    |
|        | Tuntange Di rosso, al fermaglio a losanga d'argento, l'ardiglione verso il capo; al capo cucito d'azzurro, caricato di tre castelli d'argento con due torri merlate e un torrione più alto con il tetto a punta              |